# München
 Denne artikel omhandler byen München. Opslagsordet har også en anden betydning, se München (film).
München (bayersk: Minga) er hovedstaden og den største by i den tyske delstat Bayern beliggende ved floden Isar nord for de bayerske alper. München er Tysklands tredjestørste by efter Berlin og Hamborg med et indbyggertal på 1.510.378 (2023).
Münchens grundlæggelse går tilbage til 1158, da den saksisk-bayerske hertug Henrik Løve med magt forlagde broen over floden Isar til munkebosættelsen Munichen 'hos munkene' med det formål at lede den øst-vest-gående saltvej og dermed toldafgifterne ind på sit territorium. Byen blev centrum for tysk og europæisk kultur allerede i anden halvdel af 1500-tallet, da renæssancehertugerne tiltrak kunstnere og skabte grundlaget for de senere museers samlinger. Denne status blev yderligere underbygget, da byen i 1806 blev kongeresidens. Under Maximilian 1. Josef, Ludvig 1. og prinsregent Luitpold opførtes de klassicistiske monumentalbygninger, og der blev grundlagt vigtige institutioner for tysk kunst og videnskab.
Efter 1. verdenskrig udråbtes i München i 1919 den kortlivede socialistiske rådsrepublik. Byen blev i 1920'erne en hovedby for nationalsocialismen. I 1919 havde Adolf Hitler i München meldt sig ind i Deutsche Arbeiterpartei, forløberen for NSDAP, og i 1923 gennemførte Hitler og Erich Ludendorff her deres mislykkede Ølstuekup. Efter Hitlers løsladelse fra fængslet i 1924 nygrundlagdes NSDAP i München i 1925. Under 2. verdenskrig blev næsten halvdelen af München ødelagt. I 1972 var München værtsby for de Olympiske Lege, hvor det israelske hold blev angrebet af palæstinensiske terrorister og taget som gidsler. Dette kendes i dag som München-massakren.
München er hjemsted for mange nationale og internationale myndigheder, større universiteter, store museer og teatre. Dens mange arkitektoniske attraktioner, internationale sportsbegivenheder, udstillinger, konferencer og Oktoberfest tiltrækker årligt en betydelig turisme. Byen er et trafikknudepunkt med internationale, nationale og lokale forbindelser og er kendt for at have et hurtigt og pålideligt offentligt transportsystem. München er et center for finansiering, forlagsvirksomhed og avancerede teknologier.
München er hjemsted for mange store virksomheder, bl.a. Siemens, BMW, MAN SE, Linde AG, Allianz og Munich Re. Byen huser også mange andre hovedsæder såsom Krauss-Maffei, Infineon Technologies samt tyske og europæiske hovedsæder for mange udenlandske virksomheder som McDonald's og Microsoft. München har desuden den laveste arbejdsløshed i Tyskland. Efter London og Paris er byen den tredjevigtigste forsikringsby i Europa og efter Frankfurt Tysklands vigtigste finansby.
Mange af byens indbyggere har indvandrerbaggrund og de største befolkningsgrupper er fra Tyrkiet (40.337), Kroatien (23.998), Grækenland (24.204) og Italien (22.988). München er kendt for sit fodboldhold FC Bayern München, sit blomstrende kulturliv og ikke mindst den årlige Oktoberfest, der årligt tiltrækker mere end seks millioner mennesker.

## Historie
München blev grundlagt i 1158 og blev hovedstad i Oberbayern i 1225. Den fik hurtigt en bymur, som blev udvidet af flere omgange.
Den svenske konge Gustav II Adolf besatte byen i 1632. I München havde nationalsocialisterne en stærk base lige fra bevægelsens grundlæggelse; men der var også modstand mod bevægelsen. I Münchens Bürgerbräukeller forsøgte Georg Elser den 8. november 1939 at dræbe Adolf Hitler. Hans attentat mislykkedes, og Elser blev skudt den 9. april 1945 i Dachau. Søskendeparret Sophie og Hans Scholl og andre medlemmer af "Weiße Rose" fejlede også, og søskendeparret blev henrettet i 1943.
Som andre tyske byer blev München ødelagt under 2. verdenskrig; i dag er München præget af bygninger, der spillede en rolle i Hitlers tid. Den har meget kulturliv og en smuk omegn.
I 1972 afholdtes det XX. sommer OL i München. Den bakkede Olympiapark med sine stadioner er bygget på byens ruiner (Schuttberge). Under en terrorhandling begået af en gruppe palæstinensere omkom 11 israelske sportsfolk og flere terrorister.
Siden OL har München haft et U-Bahn-system, som stadigvæk bliver udbygget. Ved siden af U-Bahnen har München S-Bahn, sporvogn og busser. Sporvognene er moderne, og blev ikke afskaffet takket være overborgmester Hans-Jochen Vogel (SPD) i 1970'erne.
München er næsten altid regeret af SPD-borgmestre. Ligesom Bayern næsten altid er regeret af en CSU-ministerpræsident.
Ved et skyderi i 2016, der foregik i bydelen Moosach den 22. juli 2016 kort før klokken 18:00, blev ni personer dræbt af skud og adskillige blev såret.

## Universiteter
Byens Ludwig-Maximilians-universitet (LMU) blev grundlagt i 1472. I dag har München tre universiteter: LMU og TU, det tekniske universitet og Hochschule München.

## "Oktoberfest" og anden kultur
München er verdenskendt for sin "Oktoberfest", som finder sted hvert år i september. Festen bliver åbnet af overborgmesteren og varer 16 dage på Theresienwiese (Wies'n). Oktoberfesten blev grundlagt 17. oktober 1810 med et hestevæddeløb, som var en del af kronprins Ludwig og Therese von Sachsen Hildburghausens bryllupsfest.
München har mange pladser (Marienplatz, Odeonsplatz), parker (Englischer Garten, Isarauen, Olympiapark, Nymphenburger Park), to operahuse, tre orkestre, tre pinakoteker og mange andre kunstmuseer og gallerier, teatre og biografer og det tekniske museum Deutsches Museum.
Mange gadecafeer, Biergärten og restauranter og det store og livlige bøssemiljø i Glockenbach- og Gärtnerplatzviertel skaber en afslappet stemning.
Byen rummer også verdens ældste skomager; Ed Meier, som blev grundlagt i 1596.

### Seværdighed
I byens ældste kerne, Altstadt, kan man endnu se bygninger (Alter Hof, Residenz) fra middelalderen.
- Rådhusene i München
  - Altes Rathaus
  - Neues Rathaus
- Sankt Peter Kirche
- Frauenkirche (Gotik)
- Michaelskirche (Renæssancen)
- Theatinerkirche (Barokken)
- Asamkirche (Barokken)
- Nationaltheater
- Münchner Residenz
- Nymphenburg slotsanlæg med parken
- Schleissheim slotsanlæg
- Kunstareal museumskompleks: Alte Pinakothek, Neue Pinakothek, Pinakothek der Moderne, Glyptothek, Staatliche Antikensammlung, Museum Brandhorst, Ägyptische Staatssammlung
- Deutsches Museum
- Bayerisches Nationalmuseum
- Englischer Garten med monopteros
- Hofgarten med Dianatempel
- Isar
- Alte Pinakothek
- Neue Pinakothek
- Pinakothek der Moderne
- München befæstning
  - Isartor
  - Karlstor
  - Sendlinger Tor

- Wikimedia Commons har flere filer relateret til München

## Notable bysbørn
- Volker Bruch, skuespiller